# Samtkrabbe
Die Samtkrabbe (Necora puber), auch Teufelskrabbe oder Wollige Schwimmkrabbe genannt, ist eine Schwimmkrabbe der Familie Macropipidae und einzige Art der Gattung Necora. Sie ist im Nordostatlantik, in der Nordsee und im Mittelmeer verbreitet. Die Samtkrabbe besitzt auffällig rote Augen und wird in Frankreich, Großbritannien und Spanien als Nahrungsmittel geschätzt.

## Beschreibung

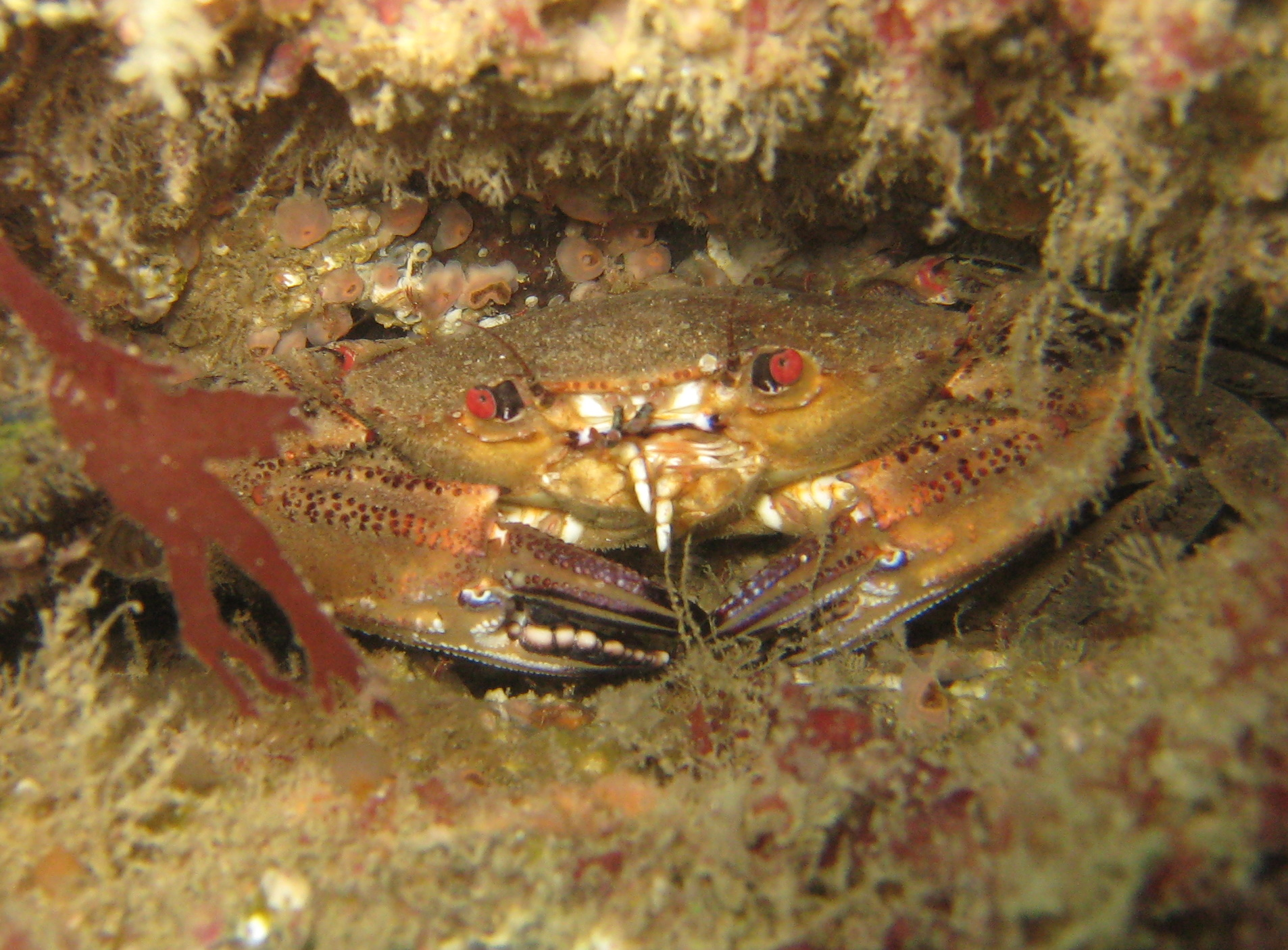
Gut getarnte Samtkrabbe mit typisch roten Augen vor Saint-Quay-Portrieux

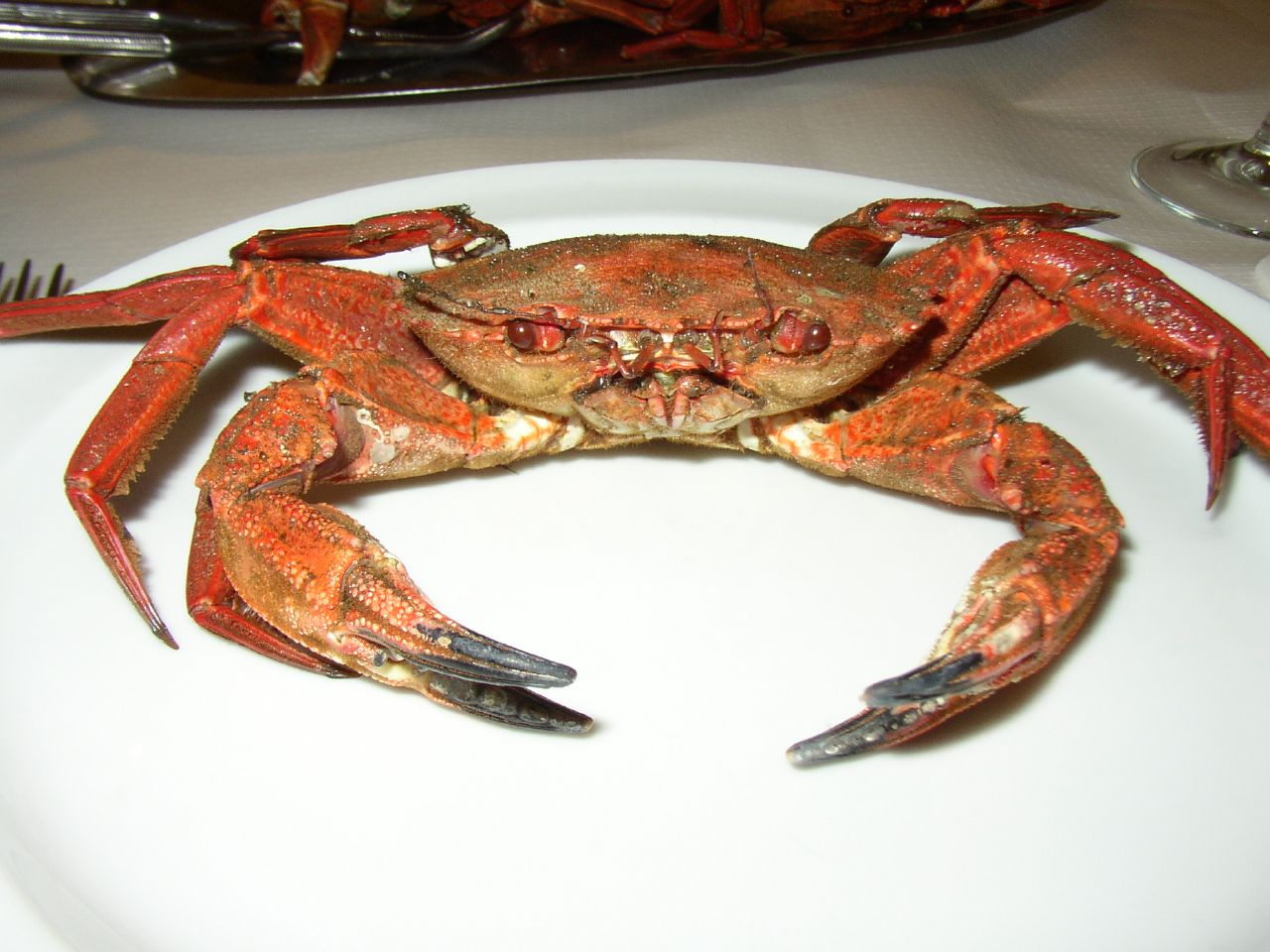
Gekochte Samtkrabbe

Der Carapax von Samtkrabben ist eher flach, die einzelnen Regionen sind nur vage voneinander abgegrenzt. Er ist vollständig von einer samtigen Behaarung bedeckt. Der vordere Rand zwischen den Augen ist nicht vorgezogen, sondern gerade bis leicht konkav. Er trägt insgesamt 10 kleine Zähne, von denen die beiden äußersten eher dreieckig und am größten sind. Die inneren Zähne sind kleiner, spitzer und stehen enger. Der vordere Rand des Carapax trägt jeweils fünf scharfe Zähne, die nach vorne gebogen sind. Vom hintersten Zahn aus verläuft ein Grat bis auf den hinteren, rückenseitigen Bereich des Carapax.
Das erste Paar der Pereiopoden ist eher asymmetrisch und trägt die großen Scheren. Die linke oder die rechte Schere besitzt deutlichere Zähne auf der Schnittkante, während die andere insgesamt eher schlanker erscheint. Die Grate und restlichen Zähnchen auf den Scheren sind jedoch gleich. Die insgesamt sieben längst verlaufenden Grate auf dem Dactylus der Chelipeden sind fein granuliert. Die Spitzen der Scherenfinger sind stets schwarz. Der Carpus der Chelipeden hat eine erhöhte, fein granulierte Oberfläche, am vorderen Rand befindet sich ein großer Zahn. Am hintersten Pereiopod ist der Dactylus paddelförmig, wie bei allen Schwimmkrabben. Er ist scharf zugespitzt. Auf beiden Seiten befinden sich auf dessen Oberfläche drei Grate, die auch aufgrund der dazwischen befindlichen Behaarung deutlich sichtbar sind. Jegliche Grate auf den Periopoden 2 bis 5 sind nicht granuliert, sondern glatt und stets von feiner Behaarung umgeben.
Von allen ähnlichen Liocarcinus- oder Macropipus-Arten lassen sich Samtkrabben durch den vorderen Rand des Carapax unterscheiden. Einzig Samtkrabben haben keinen genau mittig zwischen den Augen gelegenen Zahn. Die granulierten Grate auf dem Dactylus der Chelipeden in Verbindung mit der dichten Behaarung des Carapax sind charakteristisch.
Die Farbe erscheint aufgrund der Behaarung bräunlich. Der Carapax hat jedoch eine grünliche oder bläuliche Färbung. Die Augen sind auffällig rot. Samtkrabben werden bis zu 10 cm breit (Carapaxbreite). Weibchen sind bei gleichem Alter kleiner als Männchen, da sie sich während der Inkubation der Eier, die sie an ihren Pleopoden befestigen, nicht häuten können und somit insgesamt seltener häuten.

## Verbreitung und Habitat
Verbreitet ist die Samtkrabbe im Nordostatlantik bzw. in der Nordsee von den Küsten Südnorwegens, über die Britischen Inseln bis Marokko. Wahrscheinlich um 1900 wanderte sie durch die Straße von Gibraltar in das westliche Mittelmeer ein. Erst seit den 1970er Jahren ist die Samtkrabbe bei Marseille im Golfe du Lion verbreitet.
Samtkrabben leben in Meerestiefen von bis zu 80 Metern. Das Habitat ist meist felsig bzw. steinig, wo der Samtkrabbe Verstecke, etwa Felsvorsprünge, zur Verfügung stehen.

## Verhalten und Fortpflanzung
Samtkrabben gelten als sehr aggressiv, weshalb ihr auch aufgrund der roten Augen der Name „Teufelskrabbe“ verliehen wurde. Außerdem können sie sich recht schnell fortbewegen, bzw. schwimmen. Ihre Nahrung besteht aus kleinen Krebstieren, Muscheln, braunem Seetang und Seeigel, u. a. Steinseeigel. Samtkrabben migrieren im Gegensatz zum Taschenkrebs im Laufe ihres Lebens wahrscheinlich nicht mehr als einige hundert Meter.
Geschlechtsreife wird in Abhängigkeit von der geographischen Verbreitung bei einem Alter zwischen 1 und 1,5 Jahren erreicht. Sie sind dann etwa 40 mm bis 50 mm breit. Paarung erfolgt kurz nachdem sich das Weibchen gehäutet hat, die Zahl der Eier je Weibchen lag bei Schottland zwischen 5.000 und 278.000.

## Taxonomie
Carl von Linné beschrieb 1767 die Art als Cancer puber, wobei seine Beschreibung vage blieb. Man nimmt an, dass er wohl eher ein Individuum von der heute als Liocarcinus corrugatus genannten Art beschrieb. Das aus der Adria stammende Typusmaterial gilt als verschollen. Thomas Pennant beschrieb 1777 die Samtkrabbe als Cancer velutinus, man nutzte in der Folge allerdings auch weiterhin Linnés Artnamen Cancer puber für die Samtkrabbe. Friedrich Weber stellte alle seinerzeit bekannten Schwimmkrabben in die Gattung Portunus, die William Stimpson 1871 zu splitten versuchte und bezeichnete Portunus puber als Liocarcinus puber.
Lipke Holthuis stellte die Samtkrabbe 1987 in die von ihm neu beschriebene Gattung Necora, da sich diese Art erheblich von jenen der Gattung Liocarcinus unterscheidet. Da das Artepitheton puber als ältestes Synonym für Cancer velutinus über 150 Jahre genutzt wurde, entschied sich auch Holthuis für diese Bezeichnung. Da keine Typen mehr existierten, bestimmte Holthuis ein von vor Marseille stammendes Weibchen von Cancer velutinus als Neotypus. Den Gattungsnamen wählte er, da Nécora die in Galicien gebräuchliche Bezeichnung für die Samtkrabbe ist.

## Nutzung
Die Samtkrabbe wird vor allem um die britischen Inseln kommerziell befischt. Sie ist jedoch eher Beifang der Hummer- oder Taschenkrebsfischerei und seltener die Zielart der Fischer. Samtkrabben werden lebend gefangen und mehrheitlich nach Spanien exportiert. Das Fleisch gilt als zart und aromatisch.